# Lormetazepam
El lormetazepam, un medicament que es ven amb la marca Noctamid entre d'altres, és un fàrmac que té un efecte a curt o mig termini com els derivats de les benzodiazepines i anàleg al del temazepam. Posseeix unes propietats hipnòtiques, ansiolítiques, anticonvulsionants, sedants, i com a relaxant muscular.
A Espanya està comercialitzat com EFG, Aldosomnil, Loramet i Noctamid.

## Patent i marques
Va ser patentat el 1961 i va ser usat com a medicament el 1980. Lormetazepam no està aprovat per a la venda als Estats Units o Canadà. Té llicència en el Regne Unit amb el format de pastilles de 0,5 mg i 1 mg per a tractaments de curta durada (2–4 setmanes) per a insomni moredat o sever. Als Països Baixos s'ha autoritzat amb pastilles d'1 i 2 mg, amb les marques Loramet i Noctamid i també com a genèric, disponible amb diversos fabricants. A Polònia es ven amb la marca Noctofer.

## Usos mèdics
Lormetazepam és considerada com una benzodiazepina hipnòtica i oficialment està prescrit per a tractar l'insomni moderat o sever. Lormetazepam és una benzodiazepina d'acció de curta durada i de vegades s'utilitza en pacients que tenen dificultat per mantenir la son o en adormir-se. Els hipnòtics només hauria de ser utilitzats en tractaments de curta durada o, en els casos de patir insomni crònic, com a suport ocasional.

## Efectes secundaris
Els efectes secundaris del lormetazepam són similars als de les altres benzodiazepines dels grup dels hipnòtics. En un estudi sobre la son, es va observar que prendre 1 mg de lormetazepam augmentava el temps total del dormir, reduïa la vigília, però no alterava el son REM. Tanmateix, amb una dosi de 2 mg, hi hi havia augments significatius en l'etapa 3 de la son i reduccions del REM. Han estat descrits un efecte rebot després de l'ús crònic del fàrmac, que inclou REM de rebot. Dins un assaig clínic amb pacients que van tenir experiència prèvia amb hipnòtics més antics com temazepam i nitrazepam, mostra una preferència per al lormetazepam a causa de la sedació, l'amnèsia i uns efectes secundaris menors. Alguns efectes, comsomnolència, amnèsia, i depressió respiratòria, s'incrementen quan es combina el seu ús combinat amb altres fàrmacs amb efectes similars, per ex. alcohol i fàrmacs del grup de la nonbenzodiazepina.
Tot i que lormetazepam ha estat associat amb efectes adversos sobre les funcions de memòria de recuperació immediata i retardada, els estudis han demostrat que les propietats amnèsiques del lormetazepam poden ser menors en comparació amb altres benzodiazepines hipnòtiques.
Els efectes secundaris del lormetazepam inclouen:
- somnolència
- augment de l'agressivitat
- mareig
- confusió
- debilitat muscular
- atàxia (particularment en l'ancià)
- amnèsia anterògrada
- mal de cap
- vertigen
- hipotensió
- canvis en la salivació
- trastorns gastrointestinals
- trastorns visuals
- disàrtria
- tremolors
- canvis en la libido
- incontinència
- retencio urinària
- Desordres en la sang i icterícia
- reaccions a la pell
- dependència i reaccions de retirada

Les benzodiazepines requereixen una especial precaució si es prenen durant l'embaràs, en nens, amb individus amb dependència a l'alcohol o a fàrmacs, o amb comorbiditat en el cas de malalties mentals. Lormetazepam pot ser inapropiat per als ancians a causa dels efectes residuals en la memòria i en l'equilibri, fet que pot provocar caigudes.

### Tolerància, dependència i retirada
Els riscos de tolerància, dependència, i la retirada és molt baix quan el fàrmac és utilitzat només durant 2–4 setmanes. Lormetazepam, en general, és un fàrmac segur i eficaç quan s'utilitzat durant aquest període de 2–4 setmanes. Alguna alteració de la son en forma d'insomni de rebot pot, tanmateix, succeir fins i tot després de prendre'l durant 7 dies.
S'ha suggerit que aquests tractaments conserven la seva efectivitat a llarg termini. Aquesta manca de consistència en els resultats de molts estudis es podria deure a la variació de les respostes al tractament amb benzodiazepines.
Quan s'abandona la dosi o el medicament, normalment es produeixen símptomes d’abstinència. El lormetazepam, com passa amb totes les altres benzodiazepines, produeix dependència tant física com psicològica, però el principal problema és la dependència física que apareix en forma de síndrome d'abstinència de benzodiazepines després de reduir la dosi o aturar-se completament. La dependència induïda pel lormetazepam està relacionada amb canvis en la sensibilitat del complex receptor GABA-BZD.
Alguns símptomes de retirada que poden observar-se quan es deixen de prendre benzodiazepines com el lormetazepam poden ser:
- rebot d'insomni i malsons
- ansietat, atacs de pànic, i agorafòbia
- depressió clínica
- malestar
- manca de concentració
- malestar abdominal
- depersonalitsació i sentiments d'irrealitat
- labilitat emocional
- dèficit cognitiu
- tinnitus
- parestèsia, tingling, hipoestèsia, i dolor
- dolor muscular, debilitat, tensió, tremolor dolorosa, convulsions, sacsejades, blefaroespasme
- excitabilitat i inquietud
- rigidesa
- suor

Reaccions a la retirada sobtada:
- atacs epilèptics
- al·lucinacions (visuals, auditives)
- percepcions errònies

Els símptomes de retirada normalment persisteixen unes 4 o 8 setmanes però entre el 10-15% dels símptomes individuals poden persistir durant mesos i, en alguns casos rars, anys.
Lormetazepam té una semividad'aproximadament 10–12 hores, és a dir, entre curta i intermèdia. Els compostos benzodiazepínics d’acció curta generalment s'associen a una reacció de retirada més intensa i immediata en comparació amb les benzodiazepines d’acció més llarga. Per aquest raó, generalment, es recomana passar de lormetazepam a una dosi equivalent de diazepam per reduir gradualment la dosi.

## Farmacologia
La biodisponibilitat del lormetazepam es considera d'un 80%.
El lormetazepam i altres medicaments benzodiazepínics actuen com a moduladors positius del complex receptor de benzodiazepines GABAA. El lormetazepam s'uneix al receptor de benzodiazepines, que al seu torn augmenta l'efecte del receptor GABAA produint els seus efectes terapèutics i efectes adversos. Quan el lormetazepam s'uneix en quantitats suficients als llocs receptors de benzodiazepines produeix una sedació que s'utilitza clínicament com a tractament terapèutic contra l’insomni. El lormetazepam altera l'activitat elèctrica del cervell que s'ha estudiat mitjançant lectures d'EEG. El lormetazepam sembla ser més selectiu en el tipus de receptor de benzodiazepines que s'uneix a mostrar una major afinitat pel receptor omega 1 responsable de la sedació.

## Estereoquímica
El lormetazepam té un estereocenter i dos enantiòmers. Les medicacions són una mescla racèmica.
| Enantiòmers del lormetazepam                | Enantiòmers del lormetazepam                |
| ------------------------------------------- | ------------------------------------------- |
| (R)-lormetazepam Número de CAS: 113679-56-4 | (S)-lormetazepam Número de CAS: 113679-54-2 |